# Trachelyopterus coriaceus
Trachelyopterus coriaceus es una especie de pez de la familia Auchenipteridae en el orden de los Siluriformes.

## Morfología
• Los machos pueden llegar alcanzar los 18 cm de longitud total y los 40 g de peso.

## Distribución geográfica
Se encuentran en Suramérica: ríos costeros de las Guayanas y del Brasil. También está presente en la cuenca del río Amazonas.